# Pietro Nardini
 Pietro Nardini  (Livorno,Toszkána, Italia,1722. április 12. - Firenze, Itália 1793. május 7.) olasz zeneszerző, hegedűművész.

## Élete
Pietro Nardini 12 éves korától Giuseppe Tartini tanítványa, egyik legsikeresebb tanítványaként a stuttgarti udvari zenekar szóló hegedűse lett 1753 és 1767 között, majd Livornoba visszatérve mestere, Tartini mellett maradt 1770-ben bekövetkezett haláláig. 1770-től a toszkánai nagyhercegi udvaránál a zenekar vezetője élete végéig.
A tiszta kantilénán nyugvó régi olasz hegedűstílus egyik legkiválóbb mestere, a zeneszerző Nardini viszonylag kevés kompozíciójában is ezt a gazdag melódikájú stílust érvényesítette. 
Nardini tanítványai közé tartozott Bartolomeo Campagnoli, Giovanni Francesco Giuliani valamint feltehetőleg Gaetano Brunetti.
1793. május 17-én 71 éves korában halt meg Firenzében.

## Kompozíciói
- 6 Concerti per violino solo e orchestra op. 1 (Amszterdam, 1765 körül)
- 6 Solo per violino e basso continuo op. 5 (London, 1760 körül)
- 6 Solo per violino e basso continuo op. 2 (Amszterdam, 1770 körül)
- 7 Sonate per violino „avec les Adagios brodés“ (kiadása Párizs, 1798)
- Sonate énigmatique (kiadása Párizs, 1803)
- 6 Concerti per violino solo e orchestra (kéziratformájában maradt fenn)
- 14 Menuetti per due violini e basso continuo (London, 1750 körül)
- 6 Duetti per due viole (London, 1775 körül)
- 6 Vonósnégyes, (Firenze, 1782 körül)
- 8 Triószonáta
- Romanza per due violini

## Média
- Pietro Nardini Violin Concertos